# Techetechete' Superstar
Techetechetè superstar è stato un programma televisivo italiano in onda dal 29 giugno 2019 su Rai 1, dedicato agli archivi delle Teche Rai.

## Il programma
Il programma è uno spin-off di Techetechete e va in onda in contemporanea con la nona stagione, dal 29 giugno al 7 settembre 2019. Trattasi di un ciclo di nove puntate speciali della durata di due ore, in onda il sabato sera in prima serata su Rai 1 dalle 20:40 alle 22:30.
Come nella versione originale, ogni puntata è incentrata su uno specifico tema e/o personaggio, mentre muta nella sigla e nei colori della grafica rispetto all'edizione quotidiana. Al termine di ciascun speciale viene trasmesso un programma (es.: fiction, film) collegato al medesimo tema/personaggio della puntata.
Al termine di ciascuna puntata, la stessa Rai uno ha trasmesso una trasmissione, una fiction o un film dedicato al protagonista della puntata (ad esempio, dopo la puntata dedicata ad Albano e Romina, è in onda il musicarello Nel sole, con i due protagonisti; dopo la puntata dedicata a Mina e Raffaella Carrà, è in onda la fiction C'era una volta studio uno).
| Puntata       | Messa in onda | Titolo                                             | Note                                                                                    | Telespettatori | Share  | Fonte   |
| ------------- | ------------- | -------------------------------------------------- | --------------------------------------------------------------------------------------- | -------------- | ------ | ------- |
| 1             | 29 giugno     | Musica e poesia - I cantautori                     | Puntata dedicata ai cantautori di ieri e di oggi                                        | 2 487 000      | 16,40% | [ F 1 ] |
| 2             | 6 luglio      | Loredana & Mimì - Sorelle per sempre               | Puntata dedicata a Loredana Bertè e Mia Martini                                         | 2 542 000      | 17,70% | [ F 2 ] |
| 3             | 13 luglio     | Gianni Morandi                                     | Puntata dedicata a Gianni Morandi                                                       | 2 957 000      | 18,67% | [ F 3 ] |
| 4             | 27 luglio     | Pronto, Raffaella? ...sono Mina!                   | Puntata dedicata a Raffaella Carrà e Mina                                               | 2 495 000      | 15,52% | [ F 4 ] |
| 5             | 3 agosto      | Note di donna - Le signore della canzone           | Puntata dedicata alle signore della canzone italiana                                    | 2 313 000      | 15,65% | [ F 5 ] |
| 6             | 10 agosto     | Tony Renis - Mercante di sogni/ Meraviglioso Mimmo | Puntata dedicata a Tony Renis e Domenico Modugno                                        | 2 180 000      | 15,09% | [ F 6 ] |
| 7             | 24 agosto     | Luciano e le stelle                                | Puntata dedicata a Luciano Pavarotti                                                    | 2 610 000      | 15,88% | [ F 7 ] |
| 8             | 31 agosto     | Una storia d'amore senza fine                      | Puntata dedicata a Romina Power e Al Bano                                               | 2 649 000      | 14,60% | [ F 8 ] |
| 9             | 7 settembre   | Mike e la Rai - Un amore senza fine                | Puntata dedicata a Mike Bongiorno, in occasione del decimo anniversario della sua morte | 2 073 000      | 12,27% | [ F 9 ] |
| Media Auditel | Media Auditel | Media Auditel                                      | Media Auditel                                                                           | 2 478 000      | 15,75% |         |